# József Karai
József Karai (* 8. November 1927 in Budapest; † 7. September 2013) war ein ungarischer Komponist.

## Biografie
Karai begann erst im Alter von 12 Jahren seine relativ späte musikalische Ausbildung. Nach dem Zweiten Weltkrieg war er zunächst als Arbeiter in einem Elektrizitätswerk in Budapest tätig. Von 1947 bis 1954 studierte er an der Franz-Liszt-Musikakademie in Budapest Komposition bei Ferenc Farkas und János Viski sowie Dirigieren bei János Ferencsik, András Kórodi und László Somogyi. Ab 1948 leitete er einige Chöre in Budapest und begann Chorliteratur zu komponieren. Seit 1969 wirkte er als freiberuflicher Komponist, der sich weiterhin auf Chormusik konzentrierte.
Karai galt als einer der Erneuerer des Chorklangs, er griff unter anderem auf die Aleatorik zurück.
Zu seinen bekanntesten Kompositionen gehört die vielgesungene Motette De profundis (Psalm 130) aus dem Jahr 1981.